# Kempaiahnapalya, Ramanagara
Kempaiahnapalya là một làng thuộc tehsil Ramanagara, huyện Ramanagara, bang Karnataka, Ấn Độ.